# Sacrifice 2014
Sacrifice 2014 è stata la nona edizione in pay-per-view prodotta dalla Total Nonstop Action Wrestling (TNA). L'evento si è svolto il 27 aprile 2014 presso la IMPACT! Zone di Orlando, Florida.

## Risultati
| # | Match | Stipulazioni                                                                                 | Durata |
| - | --- | -------------------------------------------------------------------------------------------- | ------ |
| 1 | The Wolves (Davey Richards e Eddie Edwards) hanno sconfitto The BroMans (Robbie E, Jessie Godderz e DJ Z) (c) | No disqualification 3-on-2 handicap match per i titoli TNA World Tag Team Championship       | 10:14  |
| 2 | Mr. Anderson ha sconfitto Samuel Shaw                                                                         | Committed Ambulance match                                                                    | 10:30  |
| 3 | Kurt Angle e Willow hanno sconfitto Ethan Carter III e Rockstar Spud                                          | Tag team match                                                                               | 9:04   |
| 4 | Sanada (c) ha sconfitto Tigre Uno                                                                             | Single match nel terzo del Best of 3 series valido per il titolo TNA X Division Championship | 9:29   |
| 5 | Gunner ha sconfitto James Storm                                                                               | "I Quit" match                                                                               | 18:50  |
| 6 | Angelina Love ha sconfitto Madison Rayne (c)                                                                  | Single match per il titolo TNA Knockouts Championship                                        | 8:08   |
| 7 | Bobby Roode ha sconfitto Bully Ray                                                                            | Tables match                                                                                 | 13:42  |
| 8 | Eric Young (c) ha sconfitto Magnus                                                                            | Single match per il titolo TNA World Heavyweight Championship                                | 15:50  |
|   | (c) = campione in carica al momento dell'inizio del match                                                     |                                                                                              |        |